# Ожерельев, Олег Иванович
Оле́г Ива́нович Ожере́льев (род. 28 июня 1941, Лев-Толстовский район) — советский и российский экономист. Доктор экономических наук, профессор (1980), профессор ЛГУ и его декан. Помощник президента СССР по экономике в 1991 году.

## Биография
- 1958 г. — по комсомольской путёвке в целинном совхозе Северо-Казахстанской области.
- 1959—1960 гг. — кочегар паровоза, а затем инструктор Лев-Толстовского райкома комсомола.
- 1960—1963 гг. — служба в Группе советских войск в Германии,
- 1963—1967 гг. — студент экономического факультета Ленинградского государственного университета.
- 1967—1969 гг. — аспирант.
- 1969—1971 гг. — ассистент кафедры политической экономии. Кандидатскую диссертацию «Основной экономический закон социализма и его использование в управлении народным хозяйством» защитил в 1971 году.
- 1972—1974 гг. работал в отделе науки Ленинградского ГК КПСС.
- 1974 г. — доцент,
- 1979 г. — защищена докторская диссертация «Основной экономический закон и конечные народнохозяйственные результаты социалистического производства»,
- 1980 г. — профессор,
- 1982—1984 гг. — декан экономического факультета ЛГУ.
- 1984 г. по 1991 г. — заведующий сектором экономических наук, заместитель заведующего Идеологическим отделом, заведующий подотделом науки ЦК КПСС.
- 1991 г. — помощник Президента СССР.
- С 1992 г. — работа в компаниях финансово-инвестиционного сектора экономики.

Преподавательская работа велась в основном на отделении политической экономии. Читал лекции по политической экономии, спецкурс, вел спецсеминар, готовил аспирантов.

## Публикации
О. И. Ожерельев опубликовал три монографии, свыше ста статей, а также книгу «Идеалы и преступления. Новейшая история России: диалектика событий и личностей» /М., Художественная литература, 2016./ Архивная копия от 22 сентября 2020 на Wayback Machine.
В соавторстве:
- «Политическая экономия», учебник для вузов Архивная копия от 14 июля 2018 на Wayback Machine. / В. А. Медведев, Л. И. Абалкин, О. И. Ожерельев и др. — Политиздат, 1988.
- словарь «Политическая экономия» /Политиздат, 1990/ Архивная копия от 14 июля 2018 на Wayback Machine;
- книга «Экономика: вектор обновления» /Политиздат, 1990/ Архивная копия от 23 сентября 2017 на Wayback Machine.

### Монографии, статьи и выступления
- «Основной экономический закон социализма и его использование в управлении народным хозяйством», Изд. ЛГУ, 1973 Архивная копия от 9 июля 2018 на Wayback Machine.
- «Фонд возмещения средств труда и его использование». Плановое хозяйство, № 11, 1976.
- «Некоторые теоретические проблемы совершенствования экономического строя социализма». // Вестник Ленинградского университета, № 5,1985.
- «Интенсификация возмещения основных производственных фондов». // Вопросы экономики, № 10, 1985.
- «Совершенствование производственных отношений». М. Экономика. 1986.
- «Обновление: экономический вектор», газета «Правда» от 21.12.1989.
- Гуманный, демократический социализм: контуры современной концепции. // Вопросы экономики № 5, 1990.
- «Великий передел власти», интервью газете «Рабочая трибуна», 03.10.1991.
- «Counsellor for a new way of life», интервью газете «Файнэншл таймс», 05.04.1991.
- «Общество, в котором нам жить. Критерии социального прогресса сегодня», журнал «Общество и экономика». N 1, 1992.
- «Собственность и государство в современной России». Вестник СПбГУ. Серия 5: Экономика, вып. 1, 2011.
- «Идеалы и преступления. Новейшая история России: диалектика событий и личностей». М., Художественная литература, 2016 Архивная копия от 22 сентября 2020 на Wayback Machine.
- «Я ответил на неудобные вопросы». Интервью «Российской газете», № 6988 (120), 02.06.2016 Архивная копия от 23 сентября 2017 на Wayback Machine.
- «Можно ли было спасти экономику СССР?» Видео-интервью газете «Ведомости», 19.08.2016 Архивная копия от 10 июля 2018 на Wayback Machine.
- «Если бы не было ГКЧП. Помощник президента СССР по экономике о причинах распада Советского Союза». Газета «Ведомости», № 4142, 19.08.2016 Архивная копия от 23 сентября 2017 на Wayback Machine.
- «В России господствуют механизмы сдерживания собственного развития». Интервью журналу «Конкуренция и рынок», № 4 (77), сентябрь 2016 Архивная копия от 23 сентября 2017 на Wayback Machine.
- Видео выступление на конференции «1991 год: поворот в мировой и российской истории», 21.11.2016, Москва, Манеж. Сайт youtube.com. Все выступления на конференции — ЗДЕСЬ.
- О. Ожерельев и др. «Распад СССР: как это могло произойти?», статья на сайте портала фонда «Русский мир», 22.11.2016 Архивная копия от 20 июля 2018 на Wayback Machine.
- «Авторитаризм без настоящего авторитета позволил сгубить СССР», статья на «Forbes.ru», 30.12.2016 Архивная копия от 23 сентября 2017 на Wayback Machine.
- «Что случилось с Советским Союзом?» Журнал Союза писателей Союзного государства «Белая Вежа», № 12 (39), 2016.
- «Как готовили распад Советского Союза», интервью газете «Московский комсомолец», 15.03.2017 Архивная копия от 23 сентября 2017 на Wayback Machine.
- «Программы есть: что дальше?» Доклад на 3-м Санкт-Петербургском экономическом конгрессе (СПЭК) «Форсайт „Россия“: Новое индустриальное общество. Перезагрузка», 27.03.2017 Архивная копия от 23 сентября 2017 на Wayback Machine.